# TK Sparta Praga Challenger 2022
Il TK Sparta Praga Challenger 2022, nome ufficiale TK Sparta Prague Open, è stato un torneo maschile di tennis professionistico facente parte della categoria Challenger 80 nell'ambito dell'ATP Challenger Tour 2022, con un montepremi di 45 730 €. Si è svolto dal 18 al 24 aprile 2022 sui campi in terra rossa del TK Sparta Praha di Praga, in Repubblica Ceca.

## Partecipanti

### Teste di serie
| Nazionalità   | Giocatore       | Ranking* | Testa di serie |
| ------------- | --------------- | -------- | -------------- |
| Germania      | Daniel Altmaier | 67       | 1              |
| Germania      | Mats Moraing    | 124      | 2              |
| Taipei cinese | Tseng Chun-hsin | 125      | 3              |
| Francia       | Lucas Pouille   | 138      | 4              |
| Austria       | Dennis Novak    | 146      | 5              |
| Rep. Ceca     | Tomáš Macháč    | 152      | 6              |
| Rep. Ceca     | Vít Kopřiva     | 163      | 7              |
| Austria       | Jurij Rodionov  | 167      | 8              |
| Kazakistan    | Dmitrij Popko   | 173      | 9              |

* Ranking all'11 aprile 2022.

### Altri partecipanti
I seguenti giocatori hanno ricevuto una wild card per il tabellone principale:
- Jonáš Forejtek
- Martin Krumich
- Michael Vrbenský

I seguenti giocatori sono entrati in tabellone come alternate:
- Javier Barranco Cosano
- João Domingues
- Evan Furness

I seguenti giocatori sono passati dalle qualificazioni:
- David Ionel
- Lucas Miedler
- Evgenii Tiurnev
- Alejandro Moro Cañas
- Oleksii Krutykh
- Emilio Nava

Il seguente giocatore è entrato in tabellone come lucky loser:
- Tobias Kamke
- Tristan Lamasine

## Campioni

### Singolare
Sebastian Ofner ha sconfitto in finale  Dalibor Svrčina con il punteggio di 6–0, 6–4.

### Doppio
Francisco Cabral /  Szymon Walków hanno sconfitto in finale  Tristan Lamasine /  Lucas Pouille con il punteggio di 6-2, 7–6(12).